# Toudja (tribu)
Les Toudja (kabyle : Ituǧen, tifinagh : ⵉⵜⵓⴵⴻⵏ) sont une tribu kabyle non confédérée établie dans la vallée de la Soummam, à quelques kilomètres à l'ouest de Bejaïa.

## Étymologie
Le nom de la tribu vient du nom de la ville de Toudja, chef-lieu de la tribu, venant à son tour du verbe berbère adjdj "être au-dessus".

## Géographie

### Localisation
La tribu est établie à l'ouest de Béjaia, non loin des côtes de la Mer Méditerranée, sur une partie de la commune de Toudja.
| Imzalen       | Aït Amrane  | Mezzaïa                 |
| Imzalen       | Mezzaïa     | Mezzaïa                 |
| At Ḥmed Garet | Bounadjeman | Aït Sidi Ahmed Amokrane |

### Communes et villages de la tribu
Le territoire de la tribu est réparti sur une seule commune relevant de la Daïra d'El Kseur .
Villages de la tribu :
- Abrah
- Achelouf
- Adghes
- Aït Ikhlef
- Aït Mazouza
- Aït Oussalah
- Attalah
- Azoualen
- Boubecha
- Bouberka
- Cheurfa
- El Ainser
- Emtik en Tabahiret
- Ibelhadjèn
- Ibahouchen
- Idebouzèn
- Ifrène
- Ighil Iennaren
- Ighs ou Oulma
- Ighzer
- Iherkouken
- Imloul
- Issebikhèn
- Lahnaya
- Souk El Djemaa
- Tahnaït
- Tala Hiba
- Tala Oumalou
- Tardham
- Timanithine
- Tiouririne